# Porithea intorta
Porithea intorta är en skalbaggsart som först beskrevs av Newman 1841.  Porithea intorta ingår i släktet Porithea och familjen långhorningar. Inga underarter finns listade i Catalogue of Life.